# فرانك فوغن
فرانك ج. فوغن (بالإنجليزية: Frank J. Vaughn)‏ الشهير باسم فرانك فوغن (18 فبراير 1902 في سانت لويس ، الولايات المتحدة – 19 يوليو 1959 في سانت لويس، الولايات المتحدة) لاعب كرة قدم أمريكي راحل كان يجيد اللعب في مركز الظهير . مثل منتخب الولايات المتحدة في بطولة كأس العالم لكرة القدم 1930 التي أقيمت في الأوروغواي .

## وصلات خارجية
- فرانك فوغن على موقع الاتحاد الدولي (مؤرشف)  (الإنجليزية)
- فرانك فوغن على موقع Soccerway.com (الإنجليزية)
- فرانك فوغن على موقع عالم كرة القدم.نت (الإنجليزية)

- هذا متحف كرة القدم